# 大塚化学
大塚化学株式会社（おおつかかがく、英: Otsuka Chemical Co., Ltd.）は、大塚グループの化学メーカーである。

## 概説
大塚グループの中核企業の一つで、化学品を手がける。特に化学品部門ではヒドラジンで知られる。またオロナミンCの事業も手がけている。かつては農薬肥料部門も有していたが、現在はOATアグリオとして独立し、大塚グループを離れている。
大輪会の会員企業である。なお大塚グループでは他に大塚食品が大輪会に参加している。

### 出資関係
2002年9月1日に持株会社化し、大塚化学ホールディングス株式会社（大塚化学HD）に商号を変更、会社分割によって新たに設立した大塚化学株式会社など事業3社に事業を移管した。ただしオロナミンC事業のみは持株会社に残されたため、純粋持株会社ではなく事業持株会社であった。
この時点で大塚化学HDは大塚グループの中間持株会社となったが、グループ中核の持株会社・大塚ホールディングス株式会社（大塚HD、2008年7月設立）の子会社ではなかった。個人株主が多数存在したため、大塚HDは子会社の大塚製薬工場、大塚製薬、大鵬薬品工業などの持株分を含め、大塚化学HDの24%の株式しか保有しておらず、逆に大塚化学HDが大塚HDの（大塚製薬が大塚HDの完全子会社となる以前は大塚製薬も）筆頭株主であるという「ねじれ」が生じていたのである。
この複雑な資本関係を整理して、事業を効率化する目的で、大塚HDは大塚化学HDを子会社にすることになる。まず、2009年3月27日に、大塚化学HDが524億7000万円の第三者割当増資を実施し、これを大塚HDが引き受け、出資比率を50.35に引き上げた。そして、同年7月1日に、大塚HDとの間で株式交換を実施し、大塚HDの完全子会社となった。また持株会社化に際して一度分離した大塚化学株式会社を吸収合併し、事業会社化して「大塚化学」に社名を復帰した。

## 沿革
- 1950年 - 大塚製薬工場より有機化学部門を分離、大塚化学薬品株式会社を設立。硝酸カリ、ヒドラジンなどの化学品の製造販売を開始。
- 1952年 - 農薬の製造販売開始。
- 1965年 - オロナミンCドリンク発売。
- 1968年 - ボンカレー発売。
- 1976年 - 除草剤のパラゼットを発売。
- 1984年 - 大塚家具工業株式会社と合併、家具事業部を新設。大塚化学株式会社（初代）に社名変更。
- 2002年 - 大塚食品株式会社を株式交換により子会社化。大塚化学ホールディングス株式会社に社名変更し事業持株会社に移行。会社分割を実施し化学品・農薬肥料事業を新設の大塚化学株式会社（2代）に、オロナミンC事業を除く食品・飲料事業を大塚食品株式会社に、家具・人工芝事業を大塚家具製造販売株式会社に、それぞれ承継。
- 2009年 - 資本金を50億円に増資、第三者割当増資を行い大塚ホールディングス株式会社の完全子会社となる。大塚化学株式会社を吸収合併し社名を大塚化学株式会社（3代）に変更。
- 2010年 - アグリテクノ事業を新設分割により、大塚アグリテクノ株式会社（現・OATアグリオ株式会社）へ継承し、MBOの手法により、分離・独立。
- 2014年 - 東山フイルム株式会社を買収。大塚ターフテック株式会社が孫会社から直接の子会社となる。
- 2016年 - 大塚家具製造販売株式会社がMBOによりグループを離脱[7]。
- 2017年 - 大塚ケミカルインディア（インド）のGCLEプラントを増設。

## 事業子会社
- 株式会社オーガンテクノロジーズ（2008年4月21日設立）
オーガンテクノロジーズは、再生医療向け医薬品および材料の製造販売・輸出入を行うために新設された。

### 過去の子会社
- 大塚家具製造販売株式会社
持株会社化に伴い、2002年9月1日新設。2016年にMBOで資本離脱し、2017年に株式会社ウィドゥ・スタイルに社名変更。

なお、ウィドゥ・スタイル（旧・大塚家具製造販売）や大塚グループは株式会社大塚家具（IDC。現在は株式会社ヤマダデンキの店舗ブランドの一つ）や株式会社大塚商会と何の関係もない。
- 大塚食品株式会社
大塚食品は既存の会社（1955年5月19日設立）で、旧大塚化学の持株会社化以前は流通のみを行っていた。2018年4月1日に大塚ホールディングスの直接の子会社となった。
- 大塚ターフテック株式会社
2007年に大塚家具製造販売株式会社から人工芝事業を分社化。2014年に同社から株式を譲渡され、直接の子会社となった。2023年12月25日付で清算、商業登記閉鎖。

## 提供番組
※ いずれの番組も「オロナミンC」もしくは「ボンカレー」のCMを流していた。
- ウィークエンダー（日本テレビ）
- 夜もヒッパレ一生けんめい。→THE夜もヒッパレ（同上） - Nestleと隔週で提供
- ワンダーゾーン（ytv）
- 月曜ロードショー（TBS）
- JNNニュースの森（TBS）※土曜
- THE・プレゼンター（TBS）
- 関口宏の東京フレンドパークⅡ（TBS）
- サブロー・シローの歌え!ヤング大放送（MBS）
- やる気マンマン日曜日（同上）
- それゆけ!マーシー（同上）
- サンデーピアス（同上）
- 新伍Niタッチ!（同上）
- 甦るマヤ・1990〜密林に眠る大王を探して〜（同上）- 1990年9月2日放送
- フジテレビ水曜夜8時枠時代劇（フジテレビ）
- クイズ!年の差なんて（フジテレビ）
- ザ・スクープ（テレビ朝日） など